# Joey O'Brien
Joey O'Brien (Dublín, Irlanda, 17 de febrero de 1986) es un exfutbolista irlandés que jugaba de centrocampista. Desde noviembre de 2021 es entrenador asistente del Shelbourne F. C.

## Selección nacional
Fue internacional con la selección de fútbol de Irlanda en cinco ocasiones.

## Clubes
| Club                               | País       | Año       |
| ---------------------------------- | ---------- | --------- |
| Sheffield Wednesday F. C. (cedido) | Inglaterra | 2004-2005 |
| Bolton Wanderers F. C.             | Inglaterra | 2005-2011 |
| Sheffield Wednesday F. C. (cedido) | Inglaterra | 2011      |
| West Ham United F. C.              | Inglaterra | 2011-2016 |
| Shamrock Rovers F. C.              | Irlanda    | 2018-2021 |

## Palmarés

### Títulos nacionales
| Título           | Club                  | País    | Año  |
| ---------------- | --------------------- | ------- | ---- |
| Copa de Irlanda  | Shamrock Rovers F. C. | Irlanda | 2019 |
| Premier Division | Shamrock Rovers F. C. | Irlanda | 2020 |
| Premier Division | Shamrock Rovers F. C. | Irlanda | 2021 |